# Bedford Avenue (metropolitana di New York)
Bedford Avenue è una fermata della metropolitana di New York situata sulla linea BMT Canarsie. Nel 2019 è stata utilizzata da 7 836 366 passeggeri. È servita dalla linea L, attiva 24 ore su 24.

## Storia
La stazione fu aperta il 30 giugno 1924. È stata ristrutturata tra il 2017 e il 2020.

## Strutture e impianti
La stazione è sotterranea, ha una banchina ad isola e due binari. È posta al di sotto di North 7th Street e ha due mezzanini separati, ognuno ospita un gruppo di tornelli e due scale per il piano stradale, quelle del mezzanino est portano all'incrocio con Bedford Avenue, quelle del mezzanino ovest all'incrocio con Driggs Avenue. Un ascensore posizionato nell'angolo nord-est dell'incrocio con Bedford Avenue rende la stazione accessibile alle persone con disabilità motoria.

## Interscambi
La stazione è servita da alcune autolinee gestite da NYCT Bus.
- Fermata autobus